# George Boleyn
Pour les articles homonymes, voir Boleyn.
George Boleyn, dit Lord Rochford, né vers 1503 et mort exécuté le 17 mai 1536, est le frère de Mary Boleyn et d'Anne Boleyn, et l'époux de Jane Parker. Fils du diplomate Thomas Boleyn, 1er comte de Wiltshire, et d'Élisabeth Howard, il fut le beau-frère du roi Henry VIII et l'oncle de la future reine Élisabeth Ire. Son grand-père maternel était Thomas Howard, 2e duc de Norfolk.
Convaincu d'inceste avec sa sœur Anne pendant son procès pour trahison, il est exécuté à la tour de Londres.

## Biographie
George Boleyn naît probablement à Norfolk dans la maison familiale de Blickling Hall. Dès son plus jeune âge, il apparaît à la cour du roi. Il parfait son éducation à l'université d'Oxford, contrairement à ses sœurs qui sont envoyées à l'étranger.

### Carrière
En 1525, Lord Rochford devient membre du conseil privé du roi Henri VIII d'Angleterre, il est nommé échanson en janvier 1526, puis écuyer du corps du roi en 1528 et, en décembre 1529, prend sa première assignation en tant que diplomate en France. Il est courant de penser que c'est grâce à l'influence de sa sœur Anne qu'il a obtenu ce poste, puisque l'ambassadeur français Jean du Bellay a commenté à quel point George était beaucoup plus jeune que tous les autres diplomates étrangers. Toutefois, Thomas Wyatt (1503-1542) a été envoyé à Rome quelques années auparavant et la verve de lord Rochford a fait l'objet de plusieurs œuvres poétiques. David Starkey a même dit de lui qu'il avait « un peu du talent de sa sœur Anne, mais toute sa fierté. »

### Mariage
Son mariage avec Jane Parker, lady Rochford, est malheureux. Les raisons de cet échec sont mal connues. Peut-être à cause de son homosexualité supposée ou, au contraire, à cause de sa réputation d'« homme à femmes ». Cependant, tout cela ne semble que spéculations, et il est tout à fait possible que son malheur conjugal soit simplement dû à un différend de personnalités (après tout, la plupart des membres de l'aristocratie anglaise vivaient des unions sans amour à l'époque).

### Scandale et procès
Lord Rochford est accusé avec quatre autres personnes d'adultère avec sa sœur Anne, deuxième épouse du roi Henry VIII. Son père, Sir Thomas Boleyn est excusé du jury aristocratique qui devait les condamner et part en exil.
La reine est accusée d'adultère avec quatre autres hommes, mais ce sont les accusations d'inceste qui sont jugées les pires. Même si les relations sexuelles et les mariages entre cousins du premier degré sont communs à cette époque, les relations entre frère et sœur sont prohibées, considérées comme l'expression du satanisme[réf. nécessaire].
George est jugé quelques heures seulement après Anne le 15 mai 1536. Il est condamné et décapité à Tower Hill le 17 mai 1536.
Aujourd'hui, on estime en général que les accusations qui pesaient contre lui ont été fabriquées. Même à l'époque, elles ne sont pas totalement acceptées par la population, et ne sont répétées comme des faits que par les extrémistes catholiques[réf. nécessaire]. En cour, les preuves accablantes contre lui viennent d'un affidavit signé par sa femme, qui espérait ainsi sauver sa propre vie en fournissant aux avocats du roi les preuves qu'ils recherchaient.

### Exécution
Lors de son discours devant l'échafaud, George fut soucieux de défendre la religion protestante qu'il avait embrassée à l'âge adulte. Il parla avec passion des Saintes Écritures et des vanités de ce monde. Il est enterré à la chapelle royale de Saint-Pierre-aux-Liens. Sa sœur fut décapitée deux jours plus tard, montrant beaucoup de bravoure et de grâce. En 1542, Jane Parker (sa veuve), lors de sa propre exécution à la suite de son implication dans l'affaire extra-conjugale de la reine Catherine Howard, déclara : « Dieu m'a permis de souffrir ce destin tragique car j'ai contribué à la mort de mon mari. Je l'ai faussement accusé d'avoir aimé sa sœur, Anne Boleyn, de manière incestueuse. Pour cela, je mérite de mourir. »
Il ne reste de nos jours aucun portrait de George Boleyn, car ils furent tous détruits en 1536. Son rôle dans la déchéance de sa sœur Anne a été sujet à controverse ces dernières années : Eric Ives et Retha Warnicke (en) ont débattu récemment de la valeur des accusations d'inceste. Malgré leurs différents points de vue, les deux historiens rejettent l'accusation.

## Source
Cet article comprend des extraits du Dictionnaire Bouillet. Il est possible de supprimer cette indication, si le texte reflète le savoir actuel sur ce thème, si les sources sont citées, s'il satisfait aux exigences linguistiques actuelles et s'il ne contient pas de propos qui vont à l'encontre des règles de neutralité de Wikipédia.